# Rešetar
Rešetar is een plaats in de gemeente Plitvička Jezera in de Kroatische provincie Lika-Senj. De plaats telt 33 inwoners (2001).